# Ropalidia tomentosa
Ropalidia tomentosa är en getingart som först beskrevs av Gerst. 1857.  Ropalidia tomentosa ingår i släktet Ropalidia och familjen getingar. Inga underarter finns listade i Catalogue of Life.